# Dolichopus plumosus
Dolichopus plumosus är en tvåvingeart som beskrevs av Aldrich 1893. Dolichopus plumosus ingår i släktet Dolichopus och familjen styltflugor. Inga underarter finns listade i Catalogue of Life.